# Parafia Wniebowzięcia Najświętszej Maryi Panny w Woźnikach
Parafia Wniebowzięcia Najświętszej Maryi Panny w Woźnikach – parafia rzymskokatolicka archidiecezji krakowskiej, w dekanacie Wadowice – Północ.
Kościołem parafialnym parafii jest kościół pw. Wniebowzięcia Najświętszej Maryi Panny znajdujący się w centrum Woźnik.

## Historia
Przyjmuje się, że parafia w Woźnikach została erygowana w XIII wieku.
W latach 1335–1780 do parafii w Woźnikach należała parafia Ofiarowania Najświętszej Maryi Panny w Wadowicach.

### Kościół parafialny
Obecny jednonawowy kościół parafialny wzniesiono w połowie XVI wieku. Jest to budowla drewniana, konstrukcji zrębowej z wieżą na słup. Przy wieży znajduje się izbica. Dach pokryto gontem. Po pożarze w 1959 kościół został poddany częściowej rekonstrukcji. Prace zakończono w 1965. W tym samym roku kościół został poświęcony.

### Zasięg parafii
Do parafii należą wierni ze wsi: Woźniki (1262 wiernych) i Zygodowice (410 wiernych).

### Grupy parafialne
Róże Różańcowe, ministranci, lektorzy.